# Parque nacional Lore Lindu
El parque Nacional Lore Lindu es un área protegida  de bosque en la isla indonesia de Sulawesi, en la provincia de Sulawesi central. El parque nacional indonesio tiene un área de 2,180 km ² cubriendo tanto tierras bajas como bosques montañosos (de 200 a 2,610 metros por encima de nivel de mar). Es el hábitat de numerosas especies raras, incluyendo 77 especies de pájaro endémicas a Sulawesi. El parque nacional está designado como parte de la Red Mundial de Reservas de la Biosfera de la UNESCO. Además de su fauna y flora abundantes, el parque también contiene megalitos que datan de antes del año 1,300 AD.
El acceso más fácil para visitar el parque nacional es desde Palu a Kamarora (50 kilómetros en un viaje de 2.5 horas en automóvil). Debido a la abundante lluvia (hasta 4,000 mm al año en la parte del sur del parque nacional), el mejor tiempo para visitar es entre julio y septiembre.

## Geografía y clima
Las fronteras del parque están definidas al norte por el valle de Palolo, al este por el valle Napu y al sur por el valle de Bada. La frontera occidental está formada
por una serie de valles estrechos, conocidos en conjunto como el valle de Kulawi. Los valles de Palolo, Napu, Lindu y Besoa antiguamente fueron lagos, ahora llenos parcialmente con sedimentos. El lago Lindu (Danau Lindu) es el único lago grande que queda. Las altitud varía entre los 200 y los 2,500 metros sobre el nivel del mar.
El clima es tropical con alta humedad. Las temperaturas varían sólo unos cuantos grados a lo largo del año entre 26 °C 32 °C en las áreas bajas. Las temperaturas en las áreas montañosas caen aproximadamente 6 °C (11 °F) con cada 1,100 metros (3,600 ft) de aumento en la altitud. La estación lluviosa más pesada ocurre durante el monzón que dura de noviembre a abril.

## Flora y fauna

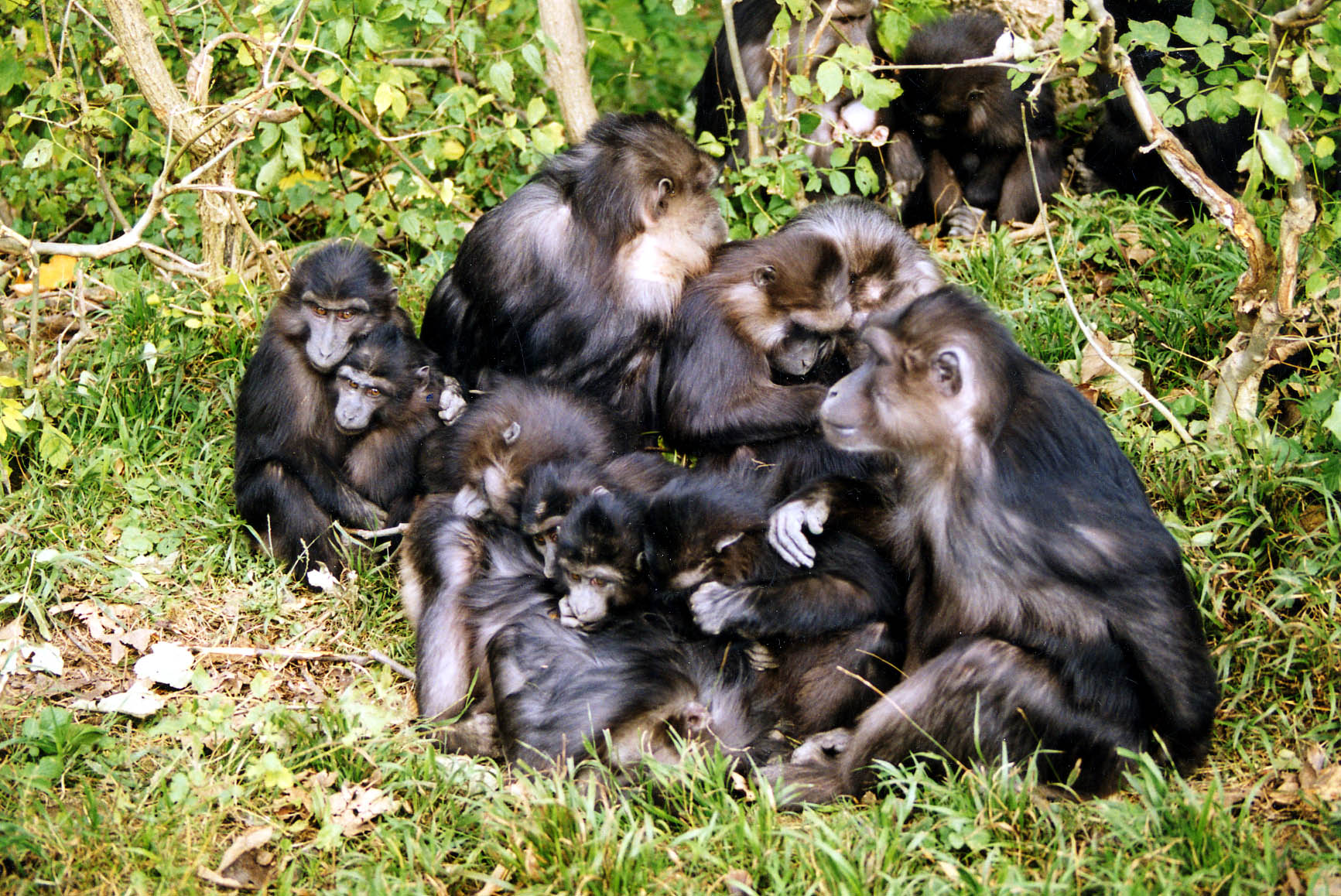
El parque es hábitat de la macaca Tonkeana, endémica a Sulawesi

El Parque Nacional Lore Lindu abarca múltiples ecosistemas, incluyendo bosques bajos tropicales, bosques sub-montañosos, así como bosques sub.alpinos en altitudes por encima de los 2,000 metros (6,600 ft).
Entre las plantas que habitan en el parque se encuentran Eucaliptus deglupta, Pterospermum celebicum, Cananga odorata, Gnetum gnemon, Castanopsis argentea, Agathis philippinensis, Phyllocladus hypophyllus, plantas medicinales, y ratanes.
Los mamíferos endémicos que habitan en el parque nacional incluyen a la macacaon Tonkeana Macaca tonkeana), babirusa del Norte de Sulawesi (Babyrousa celebensis), tarsero pigmeo (Tarsius pumilus), tarsero de Dian (Tarsius dianae), cuscús ursino de Célebes (Ailurops ursinus), cuscús enano de Célebes (Strigocuscus celebensis), rata de Célebes (Taeromys celebensis) y palma civeta de las palmeras de Célebes (Macrogalidia musschenbroekii). Los pájaros endémicos a Sulawesi encontrados en Lore Lindu incluyen al maleo (Macrocephalon maleo), el abejaruco de Célebes (Meropogon forsteni), geomalia (Geomalia heinrichi), y muchos otros. Los reptiles y los anfibios incluyen a la culebra de oro (Elaphe erythrura y E. janseni) y el sapo de Célebes (Ingerophrynus celebensis). Los peces Oryzias bonneorum y Oryzias sarasinorum,  y el cangrejo paratelfúsido linduensis son endémicos al Lago Lindu.

## Megalitos

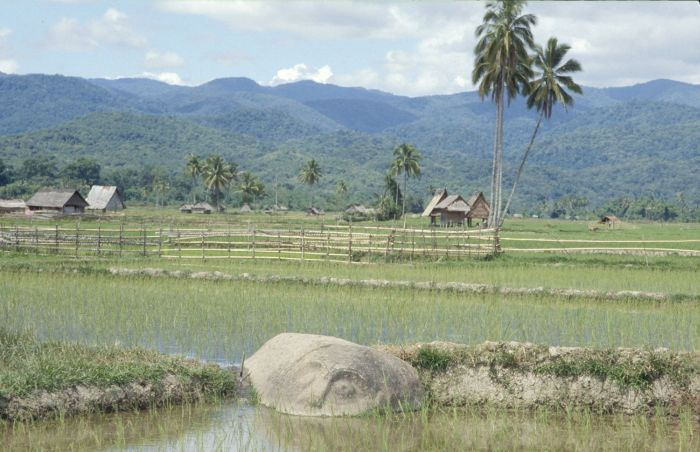
Piedra megalítica en un campo de arroz, Sulawesi central ("Baula", Valle de Bada)

Existen más de 400 megalitos de granito en el área, de los cuales aproximadamente 30 representan formas humanas. Ellos varían en tamaño desde unos cuantos centímetros hasta casi 4.5 metros (15 ft). El propósito original de los megalitos se desconoce. Otros megalitos tienen forma de tarros grandes (Kalamba) y platos de piedra (Tutú'na). Los megalitos se extienden en los Valles de Napu, Besoa y Bada. Varios estudios arqueológicos han datado los tallados de entre 3000 BC a 1300 AD.

## Ocupación humana

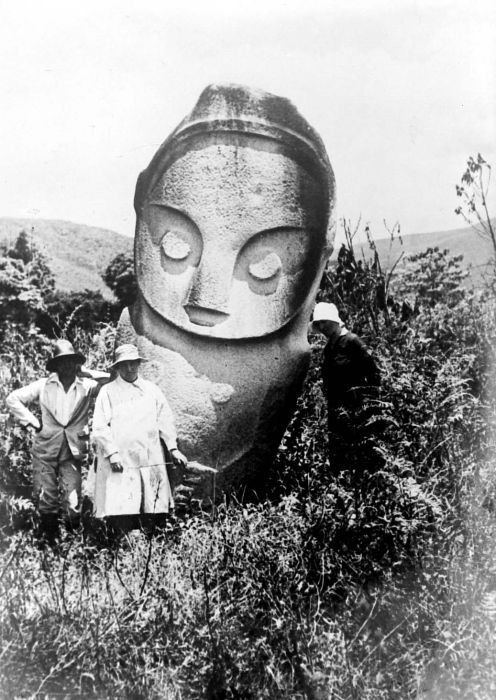
Tres europeos junto a un megalito ("Palindo", Bada valle)

Alrededor del parque hay 117 pueblos, de los cuales 62 están localizados en las fronteras del parque y uno está adentro del parque. La población local pertenece a los grupos étnicos Kaili, Kulavi y Saber. También hay una población de inmigrantes del sur de Sulawesi, Java y Bali.

## Conservación y amenazas
Lore Lindu fue declarado una Reserva de la Biosfera de la UNESCO en 1978. El parque nacionalse formó a través de la amalgamación de tres reservas existentes: la Reserva Natural de Lore Kalamanta, el Bosque de Recreación y Protección Lago Lindu, y la Reserva de la Vida Silvestre Lore Lindu. Aunque en 1982 se declaró una área de 2,310 km² para el parque nacional, en la designación oficial del parque en 1999, su área fue reducida a 2,180 km².
La Deforestación como resultado de tala ilegal y apropiación de tierras para actividades agrícolas es una  de las principales amenazas al parque. Entre los retos de la administración están la falta de concientización de la importancia de la preservación de bosque y la falta de aplicación de ley.
Desde el 2000, Centro de Investigación Colaborativa Indonesio-Alemán "STORMA" (Estabilidad del Margen de Selva tropical en Indonesia) investiga a profundidad el Parque Nacional Lore Lindu y su zona colchón.  el análisis de STORMA  sobre el efecto de protección ambiental en el nivel de deforestación en el parque, sugiere una reducción del índice de deforestación de aproximadamente 9% como resultado del estatus de las áreas protegidas del parque. Esta estimación se basó en una metodología que usa pareamiento por puntaje de propensión más que la comparación convencional de imágenes satelitales.